# Jyderupvej (Ruds Vedby)
 Jyderupvej  er en tosporet omfartsvej der går øst om Ruds Vedby i Sorø Kommune, og er en del af sekundærrute 225 der går fra Slagelse til Rørvig.
Den er med til at lede trafikken der skal mod Slagelse og Rørvig uden om Ruds Vedby, så byen ikke bliver belastet af for meget trafik.
Vejen forbinder Nykøbingvej i syd med Jyderupvej i nord, og passerer Buskysmindevej, Sorøvej, Hestehaven, Reerslevvej og ender i Jyderupvej.